# Grande Prêmio do Azerbaijão de 2023
O Grande Prêmio do Azerbaijão de 2023 (formalmente denominado Formula 1 Azerbaijan Grand Prix 2023) foi a quarta etapa da temporada de 2023 da Fórmula 1, disputada em 30 de Abril de 2023 no Circuito Urbano de Bacu, em Bacu, no Azerbaijão.

## Contexto
O evento foi realizado no fim de semana de 28 a 30 de abril de 2023, servindo como a quarta etapa do Campeonato Mundial de Fórmula 1 de 2023. Além disso, foi o primeiro de seis da temporada a seguir o formato com corrida sprint.

### Formato da semana
Este evento foi o primeiro da temporada a apresentar um novo formato especificamente adotado aos Grandes Prêmios que incluem a corrida de sprint adicional. O formato consistirá em uma única sessão de treinos na sexta-feira, seguida pela sessão de qualificação que determinará o grid para o Grande Prêmio de domingo. No sábado, uma nova sessão de qualificação denominada "sprint shootout", no lugar da antiga segunda sessão de treinos, será disputada, determinando o grid para o sprint. O Grande Prêmio é realizado no domingo. A nova qualificação de sprint shootout é mais curta do que a qualificação tradicional: o Q1 será de 12 minutos, o Q2 de 10 minutos e o Q3 de 8 minutos. Além disso, pneus novos são obrigatórios a cada fase, com médios para Q1 e Q2, e macios para Q3.

### Classificação do campeonato antes da corrida
Entrando no fim de semana, Max Verstappen lidera o Campeonato Mundial de Pilotos com 69 pontos, 15 pontos a frente de seu companheiro de equipe, Sergio Pérez em segundo, e 24 de Fernando Alonso, terceiro colocado. A Red Bull Racing, com 123 pontos, lidera o Campeonato de Construtores na frente da Aston Martin e da Mercedes, na segunda e a terceira colocação com 65 e 56 pontos, respectivamente.

### Participantes
Os pilotos e equipes foram os mesmos da lista de inscritos da temporada, sem pilotos substitutos adicionais para este fim de semana de corrida.

### Escolhas de pneus
A fornecedora de pneus Pirelli trouxe os compostos de pneus C3, C4, e C5 (denominados duro, médio, e macio, respectivamente) para as equipes usarem durante o evento.
| Nome do composto | Cor | Cor | Banda de rolamento | Condições de tempo | Aderência | Durabilidade |
| ---------------- | --- | --- | ------------------ | ------------------ | --------- | ------------ |
| Duro             | C3  |     | Lisa               | Seco               | Baixa     | Alta         |
| Médio            | C4  |     | Lisa               | Seco               | Média     | Média        |
| Macio            | C5  |     | Lisa               | Seco               | Alta      | Baixa        |

## Treino Livre
Em negrito, os respectivos melhores tempos de cada sessão.

### Relatório
Por conta das mudanças nas regras e estreia de novo modelo para finais de semana com corrida sprint, fora disputado apenas um treino livre, já que o segundo substituir-se-á pelas corridas sprint. Nesta única sessão, algumas equipes apresentaram dificuldades para adaptar-se, e a principal escolha de pneus foram os duros e médios, com uma troca no final aos macios. Durante o treino, ambos os carros da Mercedes tiveram problemas mecânicos no sistemas de freios. Dois incidentes, no entanto, afetaram a realização da disputa, primeiro, o carro do piloto francês da Alpine, Pierre Gasly, pegou fogo, com sua parada na área de escape da curva 2, coincidentemente, Kevin Magnussen da Haas, após uma leve batida no muro por conta de problemas na pressão hidráulica, parou fora dos limites da pista, estes incidentes levaram à direção de prova a precisar acionar a bandeira vermelha durante 13 minutos. Outros pilotos também apresentaram problemas: Charles Leclerc, atravessou a pista, mas recuperando-se conseguiu retornar aos boxes. Por sua vez, Fernando Alonso da Aston Martin, que, até aqui realizava uma temporada consistente no que tange construção do carro, apresentou problemas na asa traseira do piloto espanhol. Por fim, Logan Sargeant da Williams deixou a pista com problemas na asa dianteira.
No fim, Max Verstappen, da Red Bull Racing, liderou mais uma vez, confirmando seu favoritismo nesta temporada; seguido por Charles Leclerc, da Ferrari e de Sergio Pérez, companheiro de Max.

### Resultado
| Pos.           | No. | Piloto           | Construtora                | Tempo    | Tempo |
| Pos.           | No. | Piloto           | Construtora                | TL1      | P.    |
| -------------- | --- | ---------------- | -------------------------- | -------- | ----- |
| 1              | 1   | Max Verstappen   | Red Bull Racing-Honda RBPT | 1:42.315 |       |
| 2              | 16  | Charles Leclerc  | Ferrari                    | 1:42.352 |       |
| 3              | 11  | Sergio Pérez     | Red Bull Racing-Honda RBPT | 1:42.454 |       |
| 4              | 55  | Carlos Sainz Jr. | Ferrari                    | 1:42.899 |       |
| 5              | 4   | Lando Norris     | McLaren-Mercedes           | 1:43.125 |       |
| 6              | 21  | Nyck de Vries    | AlphaTauri-Honda RBPT      | 1:43.414 |       |
| 7              | 18  | Lance Stroll     | Aston Martin-Mercedes      | 1:43.455 |       |
| 8              | 14  | Fernando Alonso  | Aston Martin-Mercedes      | 1:43.560 |       |
| 9              | 23  | Alexander Albon  | Williams-Mercedes          | 1:43.628 |       |
| 10             | 24  | Guanyu Zhou      | Alfa Romeo-Ferrari         | 1:43.748 |       |
| 11             | 44  | Lewis Hamilton   | Mercedes                   | 1:43.798 |       |
| 12             | 81  | Oscar Piastri    | McLaren-Mercedes           | 1:43.980 |       |
| 13             | 77  | Valtteri Bottas  | Alfa Romeo-Ferrari         | 1:44.010 |       |
| 14             | 22  | Yuki Tsunoda     | AlphaTauri-Honda RBPT      | 1:44.137 |       |
| 15             | 27  | Nico Hülkenberg  | Haas-Ferrari               | 1:44.323 |       |
| 16             | 2   | Logan Sargeant   | Williams-Mercedes          | 1:44.900 |       |
| 17             | 63  | George Russell   | Mercedes                   | 1:45.082 |       |
| 18             | 31  | Esteban Ocon     | Alpine-Renault             | 1:45.955 |       |
| 19             | 10  | Pierre Gasly     | Alpine-Renault             | 1:46.321 |       |
| 20             | 20  | Kevin Magnussen  | Haas-Ferrari               | 1:47.498 |       |
| Referência(s): |     |                  |                            |          |       |

## Qualificação
A qualificação foi realizada em 28 de abril de 2023 às 17:00 (UTC+4) ou às 10:00 no Horário de Brasília. Por conta da presença da corrida sprint, esta primeira qualificação não seria a que definiria o grid da corrida no domingo, mas sim, a qualificação da sprint.

### Relatório
Previamente a qualificação, e por conta do dano pelo incêndio no carro de Pierre Gasly durante o treino livre, sua segunda unidade relativa ao motor de combustão interna, turbocompressor, MGU-H e MGU-K foram instaladas, bem como a terceira unidade relativa ao sistema de escapamento, juntamente com a segunda caixa de câmbio e a segunda transmissão. O piloto da Alpine não fora penalizado no grid de largada pois os novos componentes instalados estão entre os que podem ser utilizados dentro do número máximo estabelecido pelo regulamento da competição pela FIA.
Durante o primeiro segmento desta disputa, Guanyu Zhou girou na curva 1, mas acabou recuperando o controle de sue carro; momentos depois, Nyck de Vries travou as rodas na curva 3 e bateu na parede, danificando sua suspensão, causando uma bandeira vermelha. Ele falhou em registrar um tempo de volta rápido o suficiente para superar o tempo de 107%, todavia, os comissários permitiram que ele corresse. Após o reinício, Gasly colidiu com a parede na mesma curva em que De Vries havia colidido previamente, este incidente causou uma segunda bandeira vermelha. Assim, Zhou, os dois carros Haas pilotados por Kevin Magnussen e Nico Hülkenberg, Gasly e de Vries foram eliminados na primeira sessão.
No segundo segmento, sem incidentes com exceção de uma bandeira amarela por conta de pequenos problemas de Carlos Sainz na curva 3, George Russell, Esteban Ocon, Valtteri Bottas, ambos os pilotos da Willians, Alexander Albon e Logan Sargeant foram eliminados. As duas Aston Martins de Fernando Alonso e Lance Stroll sofreram um problema de DRS durante a qualificação, atrapalhando suas voltas, deixando-os em sexto e nono respectivamente.
Por fim, no terceiro e último segmento da qualificação, Charles Leclerc garantiu a pole position à frente de Max Verstappen e Sergio Pérez; esta foi sua terceira pole consecutiva no Circuito da Cidade de Baku, sua primeira  e da equipe Ferrari desde o Grande Prêmio de Singapura de 2022 . Seu tempo de volta de 1:40.203 estabeleceu um novo recorde não oficial no circuito, superando o tempo anterior de 1:40.495 estabelecido por Valtteri Bottas ainda na Mercedes em 2019.

### Resultado
Em negrito, os respectivos melhores tempos de cada sessão e pole position.
| Pos.                     | No. | Piloto           | Construtora                | Tempos Qualificatórios | Tempos Qualificatórios | Tempos Qualificatórios | Grid final |
| Pos.                     | No. | Piloto           | Construtora                | Q1                     | Q2                     | Q3                     | Grid final |
| ------------------------ | --- | ---------------- | -------------------------- | ---------------------- | ---------------------- | ---------------------- | ---------- |
| 1                        | 16  | Charles Leclerc  | Ferrari                    | 1:41.269               | 1:41.037               | 1:40.203               | 1          |
| 2                        | 1   | Max Verstappen   | Red Bull Racing-Honda RBPT | 1:41.398               | 1:40.822               | 1:40.391               | 2          |
| 3                        | 11  | Sergio Pérez     | Red Bull Racing-Honda RBPT | 1:41.756               | 1:41.131               | 1:40.495               | 3          |
| 4                        | 55  | Carlos Sainz Jr. | Ferrari                    | 1:42.197               | 1:41.369               | 1:41.016               | 4          |
| 5                        | 44  | Lewis Hamilton   | Mercedes                   | 1:42.113               | 1:41.650               | 1:41.177               | 5          |
| 6                        | 14  | Fernando Alonso  | Aston Martin-Mercedes      | 1:41.720               | 1:41.370               | 1:41.253               | 6          |
| 7                        | 4   | Lando Norris     | McLaren-Mercedes           | 1:42.154               | 1:41.485               | 1:41.281               | 7          |
| 8                        | 22  | Yuki Tsunoda     | AlphaTauri-Honda RBPT      | 1:42.234               | 1:41.569               | 1:41.581               | 8          |
| 9                        | 18  | Lance Stroll     | Aston Martin-Mercedes      | 1:42.524               | 1:41.576               | 1:41.611               | 9          |
| 10                       | 81  | Oscar Piastri    | McLaren-Mercedes           | 1:42.455               | 1:41.636               | 1:41.611               | 10         |
| 11                       | 63  | George Russell   | Mercedes                   | 1:42.073               | 1:41.654               | N/A                    | 11         |
| 12                       | 31  | Esteban Ocon     | Alpine-Renault             | 1:42.622               | 1:41.798               | N/A                    | PL         |
| 13                       | 23  | Alexander Albon  | Williams-Mercedes          | 1:42.171               | 1:41.818               | N/A                    | 12         |
| 14                       | 77  | Valtteri Bottas  | Alfa Romeo-Ferrari         | 1:42.582               | 1:42.259               | N/A                    | 13         |
| 15                       | 2   | Logan Sargeant   | Williams-Mercedes          | 1:42.242               | 1:42.395               | N/A                    | 14         |
| 16                       | 24  | Guanyu Zhou      | Alfa Romeo-Ferrari         | 1:42.642               | N/A                    | N/A                    | 15         |
| 17                       | 27  | Nico Hülkenberg  | Haas-Ferrari               | 1:42.755               | N/A                    | N/A                    | 16         |
| 18                       | 20  | Kevin Magnussen  | Haas-Ferrari               | 1:43.417               | N/A                    | N/A                    | 17         |
| 19                       | 10  | Pierre Gasly     | Alpine-Renault             | 1:44.853               | N/A                    | N/A                    | 18         |
| Tempo dos 107%: 1:48.357 |     |                  |                            |                        |                        |                        |            |
| —                        | 21  | Nyck de Vries    | AlphaTauri-Honda RBPT      | 1:55.282               | N/A                    | N/A                    | 19         |
| Fonte(s):                |     |                  |                            |                        |                        |                        |            |

## Corrida Sprint - Qualificação
A disputa da qualificação da corrida sprint foi realizada em 29 de abril de 2023 às 12:30, horário local (UTC+4) ou às 5:30 no Horário de Brasília.

### Relatório
O primeiro segmento desta qualificação fora tranquilo durante todos os seus 12 minutos, todavia, cerca de um minuto antes do final da sessão, Logan Sargeant atingiu o muro da curva 15, danificando sua suspensão traseira e asa. Devido a danos em seu carro, ele não pôde continuar participando da segunda parte da sessão, o que o impediu de marcar tempo no segundo segmento e deixando-o na 15ª posição da sessão. Eventualmente, Sargeant foi retirado do sprint devido a danos no carro. A sessão foi sinalizada com bandeira vermelha vinte e cinco segundos antes do fim e terminou prematuramente. Após o primeiro segmento, foi relatado que o carro de Pierre Gasly sofreu um vazamento no exaustor. Zhou, Bottas, Tsunoda, Gasly e de Vries foram eliminados nesta sessão.
No segundo segmento, atrasado pela recuperação da barreira de pneus e remoção do carro de Sargeant por conta de sua colisão no término da sessão anterior, Fernando Alonso, Lance Stroll apresentaram problemas em seus sistemas de DRS. Todavia, com exceção de uma pequena bandeira amarela por Carlos Sainz passar reto na curva 15, tudo correu normalmente e, Piastri, Hülkenberg, Ocon, Magnussen e Sargeant foram eliminados. Alonso deu a seu companheiro de equipe Stroll um reboque na reta do box, ajudando em seu tempo de volta. Por falta de novos pneus macios, Lando Norris não pôde participar da terceira sessão.
Na terceira e última sessão, Verstappen avisou à sua equipe que perdeu a tração na traseira no último setor, passando perto do muro, mas acabou conseguindo controlar seu carro. Sem grandes incidentes, Charles Leclerc novamente garantiu a pole position, apesar de ter perdido o carro na curva 5 de sua última; ele ficou a frente de Sergio Pérez e Max Verstappen.

### Resultado
Em negrito, os respectivos melhores tempos de cada sessão e o piloto com a pole position.
| Pos.                     | No. | Piloto           | Construtora                | Tempos Qualificatórios | Tempos Qualificatórios | Tempos Qualificatórios | Grid final |
| Pos.                     | No. | Piloto           | Construtora                | Q1                     | Q2                     | Q3                     | Grid final |
| ------------------------ | --- | ---------------- | -------------------------- | ---------------------- | ---------------------- | ---------------------- | ---------- |
| 1                        | 16  | Charles Leclerc  | Ferrari                    | 1:42.820               | 1:42.500               | 1:41.697               | 1          |
| 2                        | 11  | Sergio Pérez     | Red Bull Racing-Honda RBPT | 1:43.858               | 1:42.925               | 1:41.844               | 2          |
| 3                        | 1   | Max Verstappen   | Red Bull Racing-Honda RBPT | 1:43.288               | 1:42.417               | 1:41.987               | 3          |
| 4                        | 63  | George Russell   | Mercedes                   | 1:43.763               | 1:43.112               | 1:42.252               | 4          |
| 5                        | 55  | Carlos Sainz Jr. | Ferrari                    | 1:43.622               | 1:42.909               | 1:42.287               | 5          |
| 6                        | 44  | Lewis Hamilton   | Mercedes                   | 1:43.561               | 1:43.061               | 1:42.502               | 6          |
| 7                        | 23  | Alexander Albon  | Williams-Mercedes          | 1:43.987               | 1:43.376               | 1:42.846               | 7          |
| 8                        | 14  | Fernando Alonso  | Aston Martin-Mercedes      | 1:43.789               | 1:42.976               | 1:43.010               | 8          |
| 9                        | 18  | Lance Stroll     | Aston Martin-Mercedes      | 1:43.879               | 1:43.375               | 1:43.064               | 9          |
| 10                       | 4   | Lando Norris     | McLaren-Mercedes           | 1:43.938               | 1:43.395               | S/tempo                | 10         |
| 11                       | 81  | Oscar Piastri    | McLaren-Mercedes           | 1:44.179               | 1:43.427               | N/A                    | 11         |
| 12                       | 27  | Nico Hülkenberg  | Haas-Ferrari               | 1:44.843               | 1:43.806               | N/A                    | 12         |
| 13                       | 31  | Esteban Ocon     | Alpine-Renault             | 1:44.433               | 1:44.088               | N/A                    | PL         |
| 14                       | 20  | Kevin Magnussen  | Haas-Ferrari               | 1:44.101               | 1:44.332               | N/A                    | 13         |
| 15                       | 2   | Logan Sargeant   | Williams-Mercedes          | 1:44.042               | S/tempo                | N/A                    | —          |
| 16                       | 24  | Guanyu Zhou      | Alfa Romeo-Ferrari         | 1:45.177               | N/A                    | N/A                    | 14         |
| 17                       | 77  | Valtteri Bottas  | Alfa Romeo-Ferrari         | 1:45.352               | N/A                    | N/A                    | 15         |
| 18                       | 22  | Yuki Tsunoda     | AlphaTauri-Honda RBPT      | 1:45.436               | N/A                    | N/A                    | 16         |
| 19                       | 10  | Pierre Gasly     | Alpine-Renault             | 1:46.951               | N/A                    | N/A                    | 17         |
| 20                       | 21  | Nyck de Vries    | AlphaTauri-Honda RBPT      | 1:48.180               | N/A                    | N/A                    | 18         |
| Tempo dos 107%: 1:48.617 |     |                  |                            |                        |                        |                        |            |
| Fonte(s):                |     |                  |                            |                        |                        |                        |            |

## Corrida Sprint
A corrida sprint foi realizada em 29 de abril de 2023 às 17:30 no horário local (UTC+4) ou às 10:30 no Horário de Brasília.

### Relatório
Estava previsto a esta disputa 17 voltas no Circuito Urbano de Bacu, totalizando cerca de 30 minutos, com o limite de 1 hora e sem paradas no pit stop. Dentre as estratégias para esta corrida, a grande maioria dos pilotos optaram pelos pneus médios, com exceção de Lando Norris e Valtteri Bottas que largam de macios.  

### Classificação
| Pos.                                                                    | No. | Piloto           | Construtora                | Voltas | Tempo/Retirado   | Pneus | Grid | Dif     | Pontos |
| ----------------------------------------------------------------------- | --- | ---------------- | -------------------------- | ------ | ---------------- | ----- | ---- | ------- | ------ |
| 1                                                                       | 11  | Sergio Pérez     | Red Bull Racing-Honda RBPT | 17     | 33:17.667        |       | 2    | 1       | 8      |
| 2                                                                       | 16  | Charles Leclerc  | Ferrari                    | 17     | +4.463           |       | 1    | 1       | 7      |
| 3                                                                       | 1   | Max Verstappen   | Red Bull Racing-Honda RBPT | 17     | +5.065           |       | 3    | Estável | 6      |
| 4                                                                       | 63  | George Russell   | Mercedes                   | 17     | +8.532           |       | 4    | Estável | 5      |
| 5                                                                       | 55  | Carlos Sainz Jr. | Ferrari                    | 17     | +10.388          |       | 5    | Estável | 4      |
| 6                                                                       | 14  | Fernando Alonso  | Aston Martin-Mercedes      | 17     | +11.613          |       | 8    | 2       | 3      |
| 7                                                                       | 44  | Lewis Hamilton   | Mercedes                   | 17     | +16.503          |       | 6    | 1       | 2      |
| 8                                                                       | 18  | Lance Stroll     | Aston Martin-Mercedes      | 17     | +18.417          |       | 9    | 1       | 1      |
| 9                                                                       | 23  | Alexander Albon  | Williams-Mercedes          | 17     | +21.757          |       | 7    | 2       |        |
| 10                                                                      | 81  | Oscar Piastri    | McLaren-Mercedes           | 17     | +22.851          |       | 11   | 1       |        |
| 11                                                                      | 20  | Kevin Magnussen  | Haas-Ferrari               | 17     | +27.990          |       | 13   | 2       |        |
| 12                                                                      | 24  | Guanyu Zhou      | Alfa Romeo-Ferrari         | 17     | +34.602          |       | 14   | 2       |        |
| 13                                                                      | 10  | Pierre Gasly     | Alpine-Renault             | 17     | +36.918          |       | 17   | 4       |        |
| 14                                                                      | 21  | Nyck de Vries    | AlphaTauri-Honda RBPT      | 17     | +41.626          |       | 18   | 4       |        |
| 15                                                                      | 27  | Nico Hülkenberg  | Haas-Ferrari               | 17     | +48.587          |       | 12   | 3       |        |
| 16                                                                      | 77  | Valtteri Bottas  | Alfa Romeo-Ferrari         | 17     | +49.917          |       | 15   | 1       |        |
| 17                                                                      | 4   | Lando Norris     | McLaren-Mercedes           | 17     | +51.104          |       | 10   | 7       |        |
| 18                                                                      | 31  | Esteban Ocon     | Alpine-Renault             | 17     | +1:00.621        |       | PL   |         |        |
| Ret.                                                                    | 22  | Yuki Tsunoda     | AlphaTauri-Honda RBPT      | 2      | Danos de colisão |       | 16   |         |        |
| DNS                                                                     | 2   | Logan Sargeant   | Williams-Mercedes          | 0      | Acidente         |       | —    |         |        |
| Volta mais rápida: Sergio Pérez (Red Bull Racing) – 1:43.616 (Volta 11) |     |                  |                            |        |                  |       |      |         |        |
| Referências:                                                            |     |                  |                            |        |                  |       |      |         |        |

## Corrida
A corrida foi realizada em 30 de abril de 2023 às 15:00 no horário local (UTC+4) ou às 08:00 no Horário de Brasília.
| Pos.                                                               | No. | Piloto           | Construtora                | Voltas | Tempo/Retirado | Pit | Pneus | Grid | Dif     | Pontos |
| ------------------------------------------------------------------ | --- | ---------------- | -------------------------- | ------ | -------------- | --- | ----- | ---- | ------- | ------ |
| 1                                                                  | 11  | Sergio Pérez     | Red Bull Racing-Honda RBPT | 51     | 1:32:42.436    | 1   |       | 3    | 2       | 25     |
| 2                                                                  | 1   | Max Verstappen   | Red Bull Racing-Honda RBPT | 51     | +2.137         | 1   |       | 2    | 1       | 18     |
| 3                                                                  | 16  | Charles Leclerc  | Ferrari                    | 51     | +21.217        | 1   |       | 1    | 2       | 15     |
| 4                                                                  | 14  | Fernando Alonso  | Aston Martin-Mercedes      | 51     | +22.024        | 1   |       | 6    | 2       | 12     |
| 5                                                                  | 55  | Carlos Sainz Jr. | Ferrari                    | 51     | +45.491        | 1   |       | 4    | 1       | 10     |
| 6                                                                  | 44  | Lewis Hamilton   | Mercedes                   | 51     | +46.145        | 1   |       | 5    | 1       | 8      |
| 7                                                                  | 18  | Lance Stroll     | Aston Martin-Mercedes      | 51     | +51.617        | 1   |       | 9    | 2       | 6      |
| 8                                                                  | 63  | George Russell   | Mercedes                   | 51     | +1:14.240      | 2   |       | 11   | 3       | 5      |
| 9                                                                  | 4   | Lando Norris     | McLaren-Mercedes           | 51     | +1:30.376      | 1   |       | 7    | 2       | 2      |
| 10                                                                 | 22  | Yuki Tsunoda     | AlphaTauri-Honda RBPT      | 51     | +1:26.501      | 1   |       | 10   | Estável | 1      |
| 11                                                                 | 81  | Oscar Piastri    | McLaren-Mercedes           | 51     | +1:23.862      | 1   |       | 8    | 2       |        |
| 12                                                                 | 23  | Alexander Albon  | Williams-Mercedes          | 51     | +1:28.623      | 1   |       | 12   | Estável |        |
| 13                                                                 | 20  | Kevin Magnussen  | Haas-Ferrari               | 51     | +1:29.729      | 1   |       | 16   | 3       |        |
| 14                                                                 | 10  | Pierre Gasly     | Alpine-Renault             | 51     | +1:31.332      | 2   |       | 17   | 3       |        |
| 15                                                                 | 31  | Esteban Ocon     | Alpine-Renault             | 51     | +1:37.794      | 1   |       | PL   |         |        |
| 16                                                                 | 2   | Logan Sargeant   | Williams-Mercedes          | 51     | +1:40.943      | 1   |       | 14   | 2       |        |
| 17                                                                 | 27  | Nico Hülkenberg  | Haas-Ferrari               | 50     | +1 volta       | 1   |       | PL   |         |        |
| 18                                                                 | 77  | Valtteri Bottas  | Alfa Romeo-Ferrari         | 50     | +1 volta       | 3   |       | 13   | 5       |        |
| Ret.                                                               | 24  | Guanyu Zhou      | Alfa Romeo-Ferrari         | 36     | Mecânico       | 1   |       | 15   |         |        |
| Ret.                                                               | 21  | Nyck de Vries    | AlphaTauri-Honda RBPT      | 9      | Acidente       | 0   |       | 18   |         |        |
| Volta mais rápida: George Russell (Mercedes) – 1:43.370 (volta 51) |     |                  |                            |        |                |     |       |      |         |        |
| Referências:                                                       |     |                  |                            |        |                |     |       |      |         |        |

## Curiosidade
- Foi a última vitória de Sergio Pérez na Fórmula 1 e de um piloto mexicano (no momento).

## Classificação do campeonato após a corrida
|        | Pos. | Piloto           | Pontos |
| ------ | ---- | ---------------- | ------ |
|        | 1    | Max Verstappen   | 93     |
|        | 2    | Sergio Pérez     | 87     |
|        | 3    | Fernando Alonso  | 60     |
|        | 4    | Lewis Hamilton   | 48     |
|        | 5    | Carlos Sainz Jr. | 34     |
| Fonte: |      |                  |        |

|        | Pos. | Construtora                | Pontos |
| ------ | ---- | -------------------------- | ------ |
|        | 1    | Red Bull Racing-Honda RBPT | 180    |
|        | 2    | Aston Martin-Mercedes      | 87     |
|        | 3    | Mercedes                   | 76     |
|        | 4    | Ferrari                    | 62     |
|        | 5    | McLaren-Mercedes           | 14     |
| Fonte: |      |                            |        |

- Nota: Apenas as cinco primeiras posições estão incluídas para ambos os conjuntos de classificação.